# Кейт Бишоп (Кинематографическая вселенная Marvel)
Кэ́трин Би́шоп (англ. Katherine Bishop), более известная как Кейт Бишоп (англ. Kate Bishop) — персонаж из медиафраншизы «Кинематографическая вселенная Marvel» (КВМ), основанная на одноимённом персонаже Marvel Comics.
Кейт Бишоп с детства после битвы за Нью-Йорк становится первоклассным стрелком из лука и фанаткой Клинта Бартона. В 2024 году, по случайным обстоятельствам, Кейт становится партнёром Клинта Бартона и помогает ему в противостоянии с преступной организацией «Мафия в трениках».
Роль Кейт Бишоп в КВМ исполняет американская актриса Хейли Стайнфелд. Впервые Бишоп появляется в мини-сериале «Соколиный глаз» (2021). Позже персонаж появился в финале фильма «Капитан Марвел 2» (2023).

## Концепция и создание
Кейт Бишоп была создана Алланом Хайнбергом и Джимом Чаном для Young Avengers #1 (апрель 2005 года) и становится одним из основателей одноимённой команды, использующей стрелы Клинта Бартона в качестве оружия. Поскольку Бартон пожертвовал собой в Avengers #502, Капитан Америка передал ей мантию Соколиного глаза. До этого, будучи подростком, она подверглась нападению в Центральном парке, что побудило её заняться интенсивной боевой подготовкой и самообороной, чтобы исцелиться от травмы, которую она испытала впоследствии. В более поздних появлениях после возрождения Бартона она развила с ним отношения наставника и подопечной и была главным одноимённым персонажем в сериях работ Мэтта Фрэкшна и Дэвида Аха Hawkeye (2012), All-New Hawkeye Джеффа Лемира и Рамона Переса (2015), в сольной серии про Соколиного глаза из 16 выпусков, написанной Келли Томпсон с 2016 по 2018 год, и в предстоящей мини-серии из пяти частей 2021 года от Марике Найкамп и Энид Балам.
Бен Пирсон из /Film обнаружил, что интерпретация Бишоп в комиксах сделала её «молодой, упрямой женщиной, стремящейся сделать себе имя и отказывающейся позволять кому-либо помыкать собой», и Реннер смягчился, сказав, что Бишоп была «лучшей версией меня, и это чувство является основой того, кто такой Соколиный глаз», добавив, что он был рад видеть на экране «удивительного персонажа». Он считал, что участие Бишоп в «Соколином глазе» показывает, что Бартон — «супергерой без сверхспособностей и [как он может] научить кого-то другого быть супергероем без сверхспособностей» в лице Бишоп. Пол Тасси из Forbes заявил, что Marvel «делает большие ставки» на участие Бишоп в КВМ, поскольку она является для них «силой, возможно, большей, чем когда-либо был сам [Бартон Реннера] Соколиный глаз».

### Кастинг

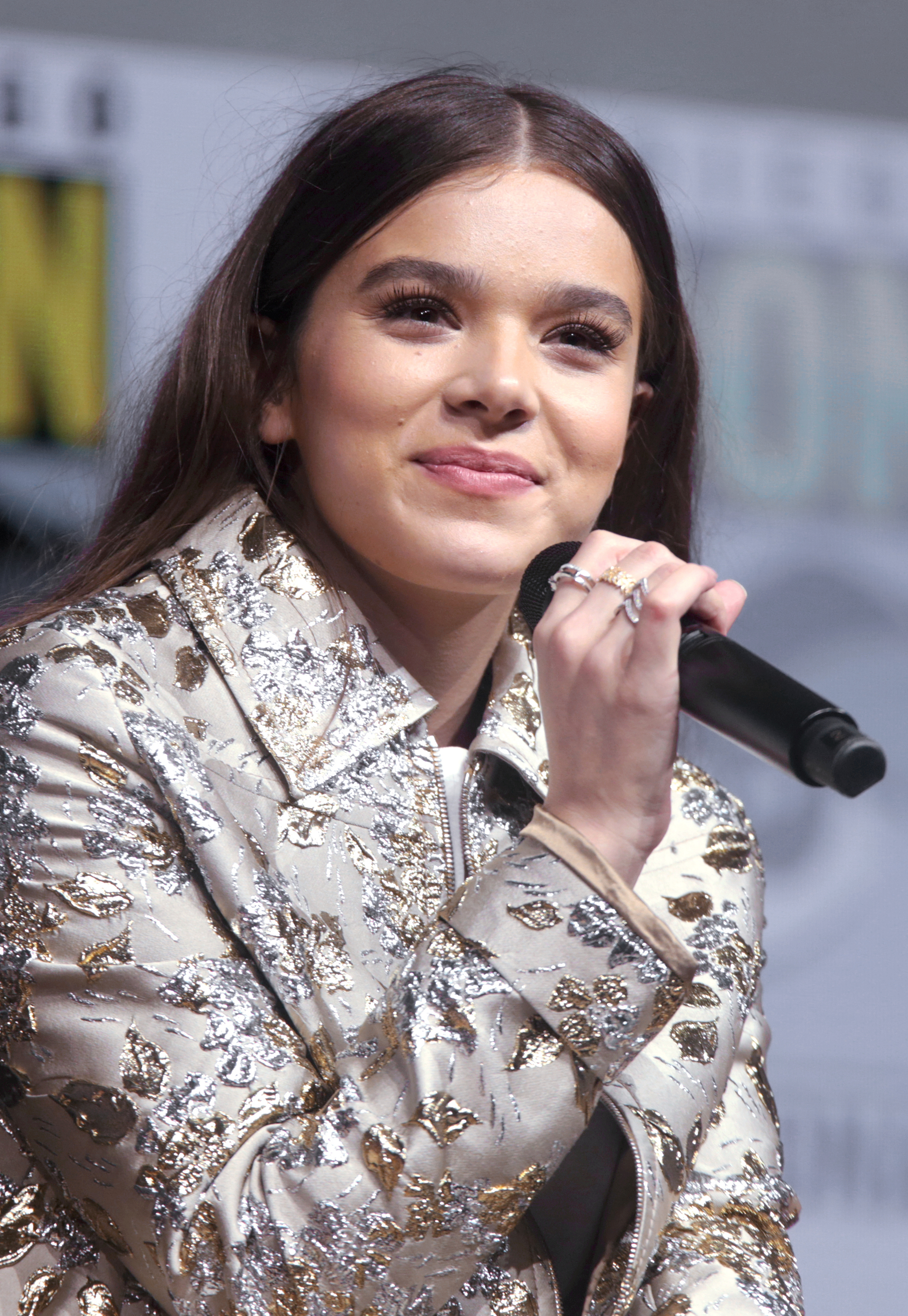
Хейли Стайнфелд на San Diego Comic Con в 2018 году.

В апреле 2019 года были опубликованы ранние отчёты, указывающие на планы создания работы о Соколином глазе для Disney+ с участием Бартона, который «передаёт факел» Бишоп, о чём позже было официально объявлено на San Diego Comic Con в июле следующего года. К началу сентября 2019 года Хейли Стайнфелд предложили роль Кейт Бишоп, но месяц спустя она ещё не подписалась на участие в сериале. «Variety» сообщило, что одной из причин этого был пункт о неконкурентоспособности в её контракте с Apple TV+ об исполнении главной роли в сериале «Дикинсон», о чём, по мнению «Variety», Стайнфелд сможет договориться. Ни одной другой актрисе не предлагали роль Бишоп. Когда вскоре после этого Стайнфелд спросили о главной роли в сериале, она сказала, что это «не то, что обязательно происходит», и к декабрю 2020 года её утвердили на роль Бишоп отчасти из-за проблем с расписанием, когда 3-й сезон «Дикинсон» был освобождён из-за пандемии COVID-19; это также позволило Стайнфелд лучше хранить тайну до тех пор, пока не будет раскрыт её официальный кастинг. Финн Джонс, сыгравший Дэнни Рэнда / Железного кулака в предыдущих проектах Marvel Television и снявшийся вместе со Стайнфелд во 2-м сезоне «Дикинсон», призвал её согласиться на эту роль, веря, что она должна «определённо это сделать. Стать частью мира Marvel. Это так замечательно — говорить, что ты был частью этого… Я сказал: „Сделай это, и ты не пожалеешь об этом“». Джонс продолжил поддерживать Стайнфелд по поводу исполнения этой роли, сказав: «Замечательно видеть, что она сейчас в этом мире…она этого заслуживает. Она такая потрясающая исполнительница — и большой вклад во Вселенную Marvel». Шоураннер «Соколиного глаза» Джонатан Игла назвал её кастинг «абсолютно идеальным».
Реннер взял на себя смелость обучить Стайнфелд тому, как использовать возможности крупнобюджетного производства Marvel и как мир супергероев воплощается в реальные декорации, чувствуя, что его роль заключалась в том, чтобы познакомить её с КВМ. «Помимо того, что я снимался в этом сериале, я защищал её и рассказывал ей о том, как это происходит с такого рода кинопроизводством», — заявил Реннер, добавив, что он «просто хотел защитить её, потому что здесь задействовано много физических вещей». Он высоко оценил решение Marvel выбрать её на роль Бишоп, отметив, что «она замечательная актриса, замечательный человек … [есть много] классных вещей, которые она умеет делать». Стайнфелд уже была фанаткой Бишоп и комиксов, но обнаружила, что в своих исследованиях для шоу она смогла постоянно «[открывать] эти элементы Кейт Бишоп, которые есть в [комиксах], которые мы воплощаем в жизнь в шоу, и другие элементы из комиксов». Она также была признательна за то, как роль персонажа была связана с КВМ и помогала конкретизировать КВМ в целом.
Стайнфелд не проходила прослушивание на эту роль, причём Кевин Файги заявил: «Нам очень, очень повезло, что Хейли была открыта для этого, потому что мы очень верили, что она была своего рода прототипом персонажа, и, как иногда случается, версия персонажа мечты соглашается это сделать».

## Характеризация

### Черты характера и атлетизм
Стайнфелд описала Бишоп как «умную, остроумную и крутую» с физическими способностями, которых у неё «выше крыши». Чтобы подготовиться к спортивному мастерству Бишоп, она прошла базовую подготовку по стрельбе из лука. Когда Бишоп вводят в шоу, она является 22-летней фанаткой Бартона, у которой «удивительно раздражающие и в равной степени очаровательные манеры». Отношения между ней и Бартоном были описаны как хаотичные из-за «натиска проблем», которые она изначально привносит в его жизнь, но также и растущее взаимное уважение друг к другу, поскольку она официально становится протеже Бартона. Она впервые привлекает внимание Бартона, когда её показывают по телевидению в образе Ронина, предыдущего наёмного альтер эго Бартона. Стайнфелд сказала, что Бишоп была «очень человечной… коренящейся в человеческой силе и силе духа. Она самоучка, очень дисциплинированная и очень решительная». Она сравнила этого персонажа с Эмили Дикинсон, которую она изображала прямо перед съёмками «Соколиного глаза», в том смысле, что Бишоп также является «сильным, решительным, независимым и целеустремлённым женским персонажем», поэтому переход от одного персонажа к другому был плавным. Позже она назвала Бишоп «персонажем, которого я бы хотела иметь в детстве — человеком, который полностью амбициозен, целеустремлён и дисциплинирован, и берёт на себя ответственность делать всё, что она должна сделать, чтобы достичь своих целей».
Кастинг Стайнфелд в сериале и её обучение привели к тому, что у неё развилась страсть к стрельбе из лука, как и у персонажа, которого она изображает. Об этом она сказала: «Насколько это возможно с луком и стрелами…это то, чем я искренне, по-настоящему наслаждаюсь. Не то, что я когда-либо брала в руки, лук, до этого проекта…[но] это действительно как терапия и просто потрясающе. Не то, что я когда-либо представляла, что я это буду делать. Но вот я здесь! И мне это очень нравится». В ответ на фотографии съёмочной площадки сериала Тейлор Уолстон из Archery360 прокомментировал, что «форма Стайнфелд прочная. Её пальцы на тетиве приятны и расслаблены, и она свободно держит рукоятку между большим и указательным пальцами, остальные пальцы расслаблены, что является ранней демонстрацией правильной формы».

### Отношения с Бартоном
Реннер сравнил динамику между ней и Бартоном с отношениями отца и дочери, особенно между Бартоном и его собственной дочерью Лайлой Бартон. Стайнфелд добавила, что «Было очень забавно реализовать подшучивание [между Бартоном и Бишоп] … это было то, что мы с Джереми обнаружили очень быстро … Происходят эти трагические события, и всё ещё есть этот остроумный, быстрый стёб, который они, кажется, находят». По поводу изменения предыстории Бишоп и событий, связанных с её первой встречей с Бартоном, Стайнфелд сказала, что «[Эта версия] Кейт, как молодая женщина, выросшая в Нью-Йорке, может идти по улице и владеть собой и своей силой. Она может взять на себя кого угодно, и [мы хотели, чтобы это было], потому что она решила для себя, что это то, что она хотела уметь делать». Подробно описывая их уникальную динамику, Игла добавил, что «Меня всегда интересуют контрасты, а Кейт и Клинт — настоящее исследование контрастов… они противоположны. Кейт стремится стать супергероем, в отличие от Клинта, который является супергероем и не хочет им быть. И я почувствовал, что если кто-то собирается прийти и научить начинающего супергероя тому, что значит быть супергероем, о реальности этого, то это должен быть кто-то, у кого к этому гораздо более двойственное отношение». Касаясь выбора включить вступительную сцену шоу там, где Бишоп наблюдает за Бартоном во время битвы за Нью-Йорк, Игла заявил: «Я хотел связать смерть отца Кейт с тем, что она увидела Соколиного глаза. Потому что травма потери родителя, а также инопланетное вторжение прямо за вашим окном…[это] травмирующее событие. Видеть [Бартона], который в тот момент не потерял контроль, но, кажется, полностью контролирует ситуацию … [для] Кейт, человека, у которого нет сверхспособностей, это было похоже на то, что оставило бы след на всю жизнь у ребёнка».
Исполнительный продюсер Трын Тран назвала Бартона «Полярной звездой» Бишоп, добавив, что «с юных лет Кейт испытывала любовь к своему кумиру Соколиному глазу». Её мотивация стать героем была связана с тем, что она увидела, как Бартон может «быть героем и простым человеком, совершающим сверхчеловеческие поступки, но, прежде всего, он всегда защищает маленького парня и защищает тех, кто в этом нуждается», что привело её к «интенсивным тренировкам, изучению различных видов спорта, в том числе стрельба из лука и боевые искусства». Об их возвратно-поступательных отношениях, TVLine назвала их полными «экшена и ярких тет-а-тет», особо отметив их сходство с Hawkeye от Аха, которые частично вдохновили шоу.

### Отношения с Элеонорой
О матери Бишопа Элеоноре было заявлено, что Элеонора будет «довольно злой; и в её характере, похоже, нет ни капли старомодной бывшей монахини 80-х … она просто будет богатой, аморальной придурью», что приведёт к разрыву в их отношениях. Тран рассказала о решении включить мать Бишоп в шоу, сказав, что «у нас было не так много возможностей изучить отношения матери и дочери в КВМ … Я нахожу интересным то, что, я думаю, есть много новой территории, на которую мы можем пойти для отношения для них двоих». Продолжая свои комментарии, она добавила, что «[Элеонора] думает, что знает, что лучше для Кейт, но Кейт, которую вы видели в комиксах, иногда бывает упрямой, и она высказывает своё мнение … могут быть противоположные мнения о том, кто она такая… [есть] более личная, более эмоциональная [связь] между двумя персонажами, которые мы хотели исследовать». После того, как осознав, что Элеонора работала с Кингпином и заказала убийство Бартона руками Елены Беловой, Стайнфелд назвала состояние Бишоп «полностью сломленным, сбитым с толку и абсолютно потерянным. Она не знает, кому доверять или к кому обратиться… единственный человек, которого она неустанно пыталась защитить, теперь тот, от кого ей, возможно, потребуется защита». Касаясь встречи Бишоп с Кингпином, Стайнфелд сказала: «Если раньше это не казалось реальным, теперь это реально. После всех разговоров с партнёрами и шуток, которые были брошены вокруг, теперь у неё есть возможность подойти к делу [и] прийти в себя так быстро, как только возможно, после изучения этой информации, опустить голову и сделать то, что она должна сделать».

## Вымышленная биография персонажа

### Ранняя жизнь
Бишоп родилась наследницей Элеоноры и Дерека Бишопов. В 2012 году, во время битвы за Нью-Йорк, Кейт становится свидетельницей сражения Клинта Бартона и войнов Читаури. Клинт случайно спасает её от воина Читаури, однако во время битвы отец Кейт — Дерек, погибает. На его похоронах Кейт клянётся стать героем, как Бартон, в результате чего она становится профессионалом по стрельбе из лука, фехтованию, гимнастике и боевым искусствам.

### Партнёрство с Клинтом Бартоном
В 2024 году Бишоп посещает благотворительный аукцион вместе со своей матерью Элеонорой, ныне влиятельной владелицей бизнеса, управляющей службой безопасности «Bishop Security», и узнаёт, что Элеонора помолвлена с Джеком Дюкейном. Во время гала-концерта она обнаруживает, что на подпольном аукционе на чёрном рынке проводятся торги остатками артефактов с разрушенной Базы Мстителей с участием Джека и его дяди Арманда Дюкейна III. Преступная организация «Мафия в трениках» прерывает аукцион с целью захвата часов с Базы, и Кейт, надев костюм Ронина, сражается с ними. Ей удаётся сбежать, хотя её узнаёт Кази, один из наёмников «Мафии в трениках». Она также обнаруживает, что Арманд III был убит. Спасая собаку из дорожного движения, она встречает Бартона, который рассказывает ей про костюм Ронина. Они укрываются в квартире Бишоп, но попадают в засаду, устроенную «Мафии в трениках», что заставляет их покинуть квартиру и укрыться в квартире тёти Бишоп. Она начинает с подозрением относиться к Джеку и обнаруживает, что он опытный фехтовальщик, что наводит её на мысль, что он убил Арманда III. После того, как Бартона похищает «Мафия в трениках», она безуспешно пытается спасти его и сама попадает в плен.
Бартону и Бишоп противостоит Майя Лопес, босс «Мафии в трениках», которая хочет отомстить Ронину за убийство своего отца. Кейт и Бартону удаётся сбежать после автомобильной погони, в которой она использует различные стрелы Бартона, чтобы отбиваться от «Мафии в трениках». Они прибывают в квартиру Элеоноры, и Бишоп получает доступ к базе данных «Bishop Security», обнаруживая, что «Мафия в трениках» связана с подставной компанией «Sloane Limited».

### Выяснение правды
С помощью Лоры Бартон, жены Клинта, Бишоп и Клинт выясняют, что именно Джек является генеральным директором компании «Sloane Limited». Бишоп догадывается, что Бартон являлся Ронином, но быстро прощает его, когда понимает, какую боль он испытал, потеряв жену и семью во время Скачка. Бартон и Бишоп врываются в квартиру Лопес, и пытаются найти часы, украденные на аукционе, но сталкиваются с Лопес и Еленой Беловой. Бартон разрывает отношения с Бишоп, когда понимает, насколько опасным стало их положение. В своей квартире Бишоп сталкивается с Беловой, которая рассказывает, что её наняли, чтобы убить Бартона, так как считает, что он виновен в гибели Наташи Романофф. Белова пытается убедить Бишоп, что Бартон не тот герой, которому поклоняется Бишоп, но Бишоп считает, что Бартон всё ещё герой в её глазах из-за того, что он помог ей, пожертвовав временем, проведённым со своей семьёй. Позже она помогает Бартону отбиться от Лопес и собирается в квартире Гриллса — ролевика, получившим ранее костюм Ронина. Она получает сообщение от Беловой, в котором она сообщает, что Элеонора заказала убийство Бартона и что она сотрудничала с Кингпином, являющимся лидером организации «Мафия в трениках».

### Победа над Мафией в трениках
Бишоп и Бартон посещают рождественскую вечеринку, организованную Элеонорой, где она сталкивается с Беловой, которая всё ещё намеревается убить Бартона. После спасения Бартона она находит свою мать, которая ранее разорвала связи с Кингпином, чтобы обезопасить её. Бишоп сражается с Кингпином и побеждает, нокаутировав его, выпустив серию взрывных стрел. Кейт и Бартон, а также Джек и ролевики отбиваются от «Мафии в трениках» и побеждают их, в то время как Белова решает не убивать Бартона. Элеонору арестовывают за убийство Арманда III, однако Бишоп с трудом удаётся примериться с этим. Позже, на семейной ферме Бартонов, Кейт и Бартон сжигают костюм Ронина и пытаются найти для Кейт героическое имя.

### Встреча с Камалой Хан
После победа над Дар-Бенн Камала Хан встречается с Кейт Бишоп и предлагает ей создать команду юных супергероев, упомянув о плане завербовать Кэсси Лэнг.

## Реакция
Первоначальный приём первых двух эпизодов «Соколиного глаза» включал высокую оценку изображения Стайнфелд роли Бишоп, того, как она «[привнесла] юмор и решительность в своего персонажа»; комментарии от критиков варьировались от высказывания Стива Вайнтрауба из Collider от том, что «нет никаких шансов, что фанаты сразу не влюбятся в её персонажа», до других разнообразных комментариев, в которых говорилось, что «Динамика нетерпеливой Кейт с ворчливым Клинтом особенно велика», и о её «энергичном выступлении». Эрик Кейн из Forbes сказал, что «Хейли Стайнфелд великолепна в роли Кейт Бишоп. Последнее, в чём я её видел, был „Бамблби“… [и здесь] она немного увереннее в себе и более крута, и всё это у неё получается очень хорошо».
Мэтт Пёрслоу из IGN в рецензии на первые два эпизода «Соколиного глаза» сказал, что Бишоп — «восхитительно энергичная сила, которая бежит, прежде чем научится ходить. Её навыкам стрельбы из лука соответствует только её способность прибыть в неподходящее место в неподходящее время», и похвалил верность шоу её версии из комиксов. Он сказал, что Бишоп «крадёт шоу — выступление Стайнфелд — это магнетическая радость. Но её молодой герой также выпускает значительно больше стрел по сравнению с премьерой, как физически, так и метафорически», принимая во внимание сильную динамику Бартона-Бишоп. В своём обзоре на «Ронина» Пёрслоу также высоко оценил подшучивание между Бишоп и Беловой во время их первой встречи. В рецензии на «Ронина» Алан Сепинуолл из Rolling Stone обратил внимание на идолопоклонство Бишоп перед Бартоном и на то, как, обнаружив, что Бартон был Ронином, она всё ещё поддерживает его, добавив, что персонаж был наслоён таким образом, что она «не так уж отличается от Клинта и Майи, в том плане, что её также можно ослепить и манипулировать». В обзоре для 4-го эпизода «Соколиного глаза», «Партнёры, я права?», Чанселлор Агард высоко оценила растущую динамику персонажей между Бартоном и Бишоп и то, как Бартон стал заботиться о ней, в то время как Бишоп узнаёт больше о тёмной стороне о прошлом своего наставника.

## Будущее
Стайнфелд заявила, что она подписала контракт на несколько проектов, чтобы исполнить роль Кейт Бишоп во многих других работах Кинематографической вселенной Marvel.